# Le Vaudreuil
Le Vaudreuil és un municipi francès situat al departament de l'Eure i a la regió de Normandia. L'any 2007 tenia 3.508 habitants.

## Demografia

### Població
El 2007 la població de fet de Le Vaudreuil era de 3.508 persones. Hi havia 1.418 famílies de les quals 384 eren unipersonals (127 homes vivint sols i 257 dones vivint soles), 414 parelles sense fills, 495 parelles amb fills i 125 famílies monoparentals amb fills.
La població ha evolucionat segons el següent gràfic:
Habitants censats

### Habitatges
El 2007 hi havia 1.521 habitatges, 1.421 eren l'habitatge principal de la família, 46 eren segones residències i 55 estaven desocupats. 1.124 eren cases i 387 eren apartaments. Dels 1.421 habitatges principals, 870 estaven ocupats pels seus propietaris, 522 estaven llogats i ocupats pels llogaters i 30 estaven cedits a títol gratuït; 40 tenien una cambra, 110 en tenien dues, 269 en tenien tres, 305 en tenien quatre i 697 en tenien cinc o més. 982 habitatges disposaven pel capbaix d'una plaça de pàrquing. A 668 habitatges hi havia un automòbil i a 612 n'hi havia dos o més.

### Piràmide de població
La piràmide de població per edats i sexe el 2009 era:
| Homes | Edats   | Dones |
| ----- | ------- | ----- |
| 2     | 95 o +  | 4     |
| 3     | 90 a 94 | 27    |
| 18    | 85 a 89 | 43    |
| 11    | 80 a 84 | 31    |
| 32    | 75 a 79 | 48    |
| 59    | 70 a 74 | 67    |
| 44    | 65 a 69 | 83    |
| 75    | 60 a 64 | 58    |
| 94    | 55 a 59 | 84    |
| 133   | 50 a 54 | 143   |
| 130   | 45 a 49 | 152   |
| 121   | 40 a 44 | 115   |
| 108   | 35 a 39 | 133   |
| 112   | 30 a 34 | 141   |
| 115   | 25 a 29 | 115   |
| 89    | 20 a 24 | 79    |
| 96    | 15 a 19 | 131   |
| 143   | 10 a 14 | 148   |
| 105   | 5 a 9   | 84    |
| 109   | 0 a 4   | 73    |

## Economia
El 2007 la població en edat de treballar era de 2.343 persones, 1.762 eren actives i 581 eren inactives. De les 1.762 persones actives 1.591 estaven ocupades (805 homes i 786 dones) i 171 estaven aturades (70 homes i 101 dones). De les 581 persones inactives 197 estaven jubilades, 230 estaven estudiant i 154 estaven classificades com a «altres inactius».

### Ingressos
El 2009 a Le Vaudreuil hi havia 1.493 unitats fiscals que integraven 3.688,5 persones, la mediana anual d'ingressos fiscals per persona era de 20.992 €.

### Activitats econòmiques
Dels 160 establiments que hi havia el 2007, 2 eren d'empreses alimentàries, 1 d'una empresa de fabricació de material elèctric, 7 d'empreses de fabricació d'altres productes industrials, 11 d'empreses de construcció, 29 d'empreses de comerç i reparació d'automòbils, 8 d'empreses de transport, 17 d'empreses d'hostatgeria i restauració, 5 d'empreses d'informació i comunicació, 11 d'empreses financeres, 15 d'empreses immobiliàries, 20 d'empreses de serveis, 20 d'entitats de l'administració pública i 14 d'empreses classificades com a «altres activitats de serveis».
Dels 25 establiments de servei als particulars que hi havia el 2009, 1 era una oficina de correu, 2 oficines bancàries, 1 autoescola, 1 paleta, 4 guixaires pintors, 1 fusteria, 1 electricista, 4 perruqueries, 3 restaurants, 3 agències immobiliàries, 2 tintoreries i 2 salons de bellesa.
Dels 13 establiments comercials que hi havia el 2009, 2 eren botiges de menys de 120 m², 2 fleques, 1 una fleca, 1 una botiga de congelats, 2 botigues de roba, 1 una sabateria, 1 una botiga de material de revestiment de parets i terra i 3 floristeries.
L'any 2000 a Le Vaudreuil hi havia 3 explotacions agrícoles.

## Equipaments sanitaris i escolars
El 2009 hi havia 1 farmàcia i 2 ambulàncies.
El 2009 hi havia 1 escola maternal i 2 escoles elementals. Le Vaudreuil disposava d'un col·legi d'educació secundària amb 432 alumnes.

## Poblacions més properes
El següent diagrama mostra les poblacions més properes.